# Mataparent de Le Gal
El mataparent de Le Gal (Rubroboletus legaliae) és un mataparent d'esponja roja de barret bru pàl·lid (cafè amb llet) que es taca de rosaci, especialment vora el marge i la cama ornamentada amb un reticle vermell a la part superior.

## Morfologia

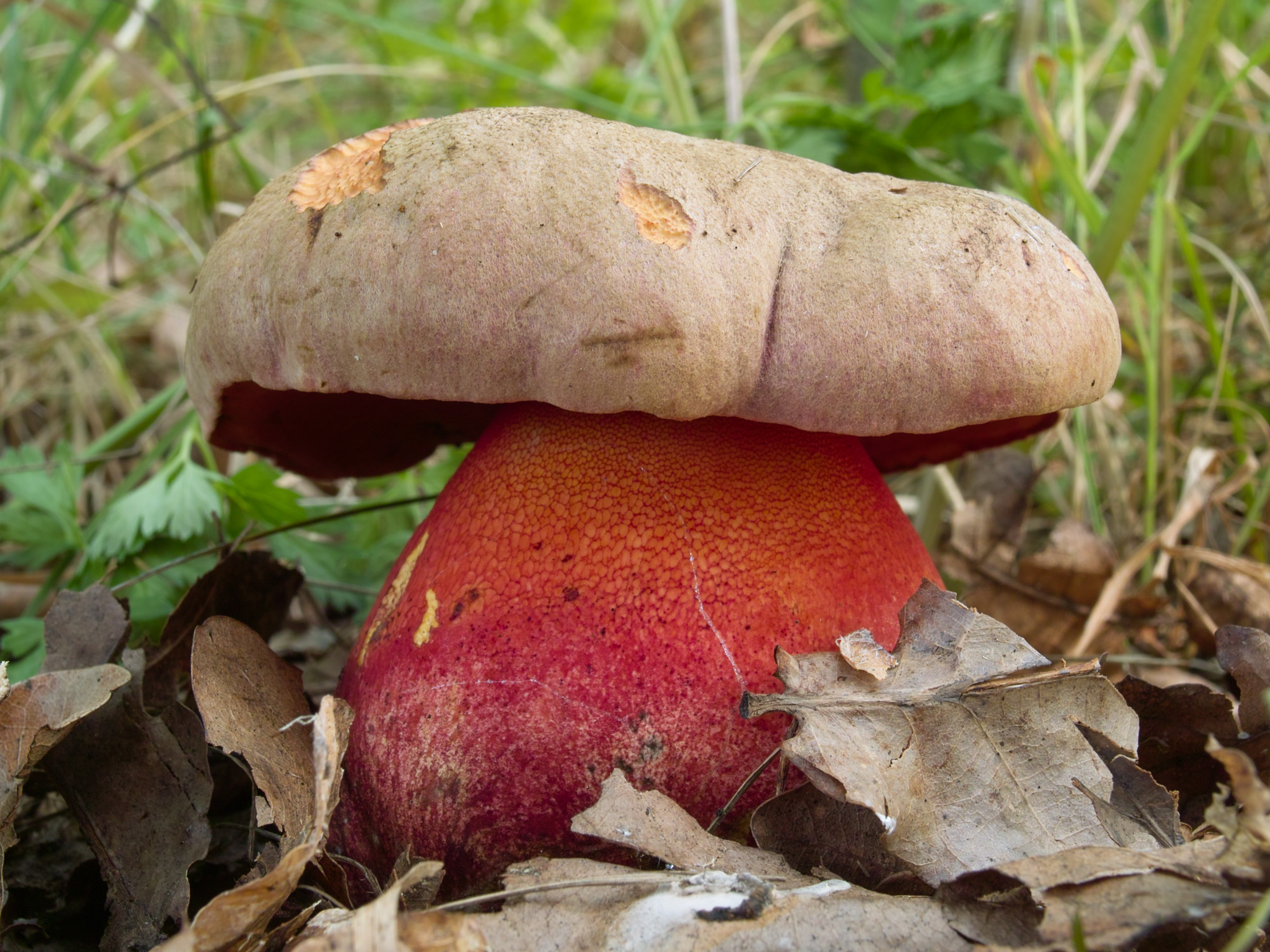
Detall del barret i la cama

Barret de fins a 20 cm de diàmetre, primer hemisfèric, després de pla-convex a convex; superfície seca, mat; inicialment bru grisenca, ben aviat amb taques rosàcies, que es poden estendre fins acolorir tota la superfície; blaveja al frec; marge involut, rosaci; gratant la superfície la carn subjacent fa olor de xicoira torrefacta.
Tubs de color groc llimona, blavegen al tall i al frec; porus fins, ataronjats de joves, de vermell brillant a taronja, grocs gairebé el marge del capell; a la pressió i al frec esdevenen blaus.

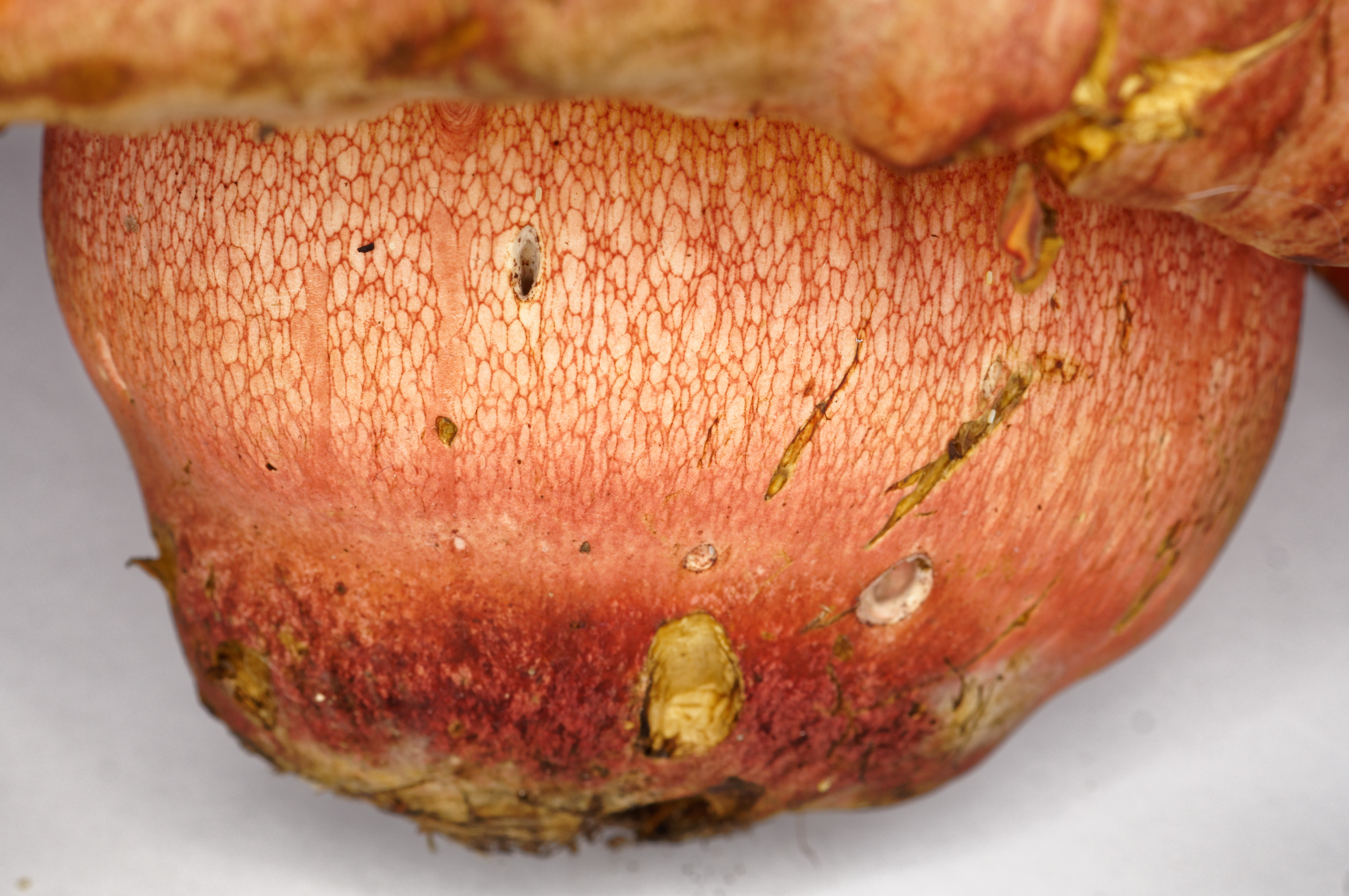
Detall del reticle de la cama

Cama de fins a 12 cm de longitud; curta, clavada; de groga a bru ocràcia o vermellosa a la part inferior; amb un reticle fi, vermell a la part superior; blaveja al frec.
Carn compacta; de color groc pàl·lid, blaveja de manera notable al tall, tant al barret com en tota lla cama, perd aquest color ràpidament; olor agradable, de levístic (brou Maggi), dolça al tast.

## Hàbitat
Rar; des de l'estiu a mitjans de tardor; de tendència termòfila, des de terrenys lleugerament àcids a moderadament calcaris; de la muntanya mitjana; en boscs de planifolis; vora roure de fulla grossa (Quercus petraea), roure pènol (Q. robur), roure reboll (Q. pyrenaica) i faig (Fagus sylvatica); algun cop vora alzina (Q. ilex) i castanyer (Castanea sativa).

## Comentaris
Carn + I: Negatiu, sense reacció amiloide en la carn de la cama.
Són propers el mataparent vermell i groc (Rubroboletus rhodoxanthus) i el mataparent de Satanàs (Rubroboletus satanas). Del primer se'n diferencia pel color pàl·lid de la cama, el viratge complet a blau de la carn de la cama, des del barret fins al peu i l'olor agradable de la carn, especialment la del peu. Del segon, pel color rosaci de la superfície del barret, l'olor de la carn i el substrat on viu, que en el cas del mataparent de Satanàs és estrictament calcari.

## Comestibilitat
No és comestible.